# Футбольные щитки

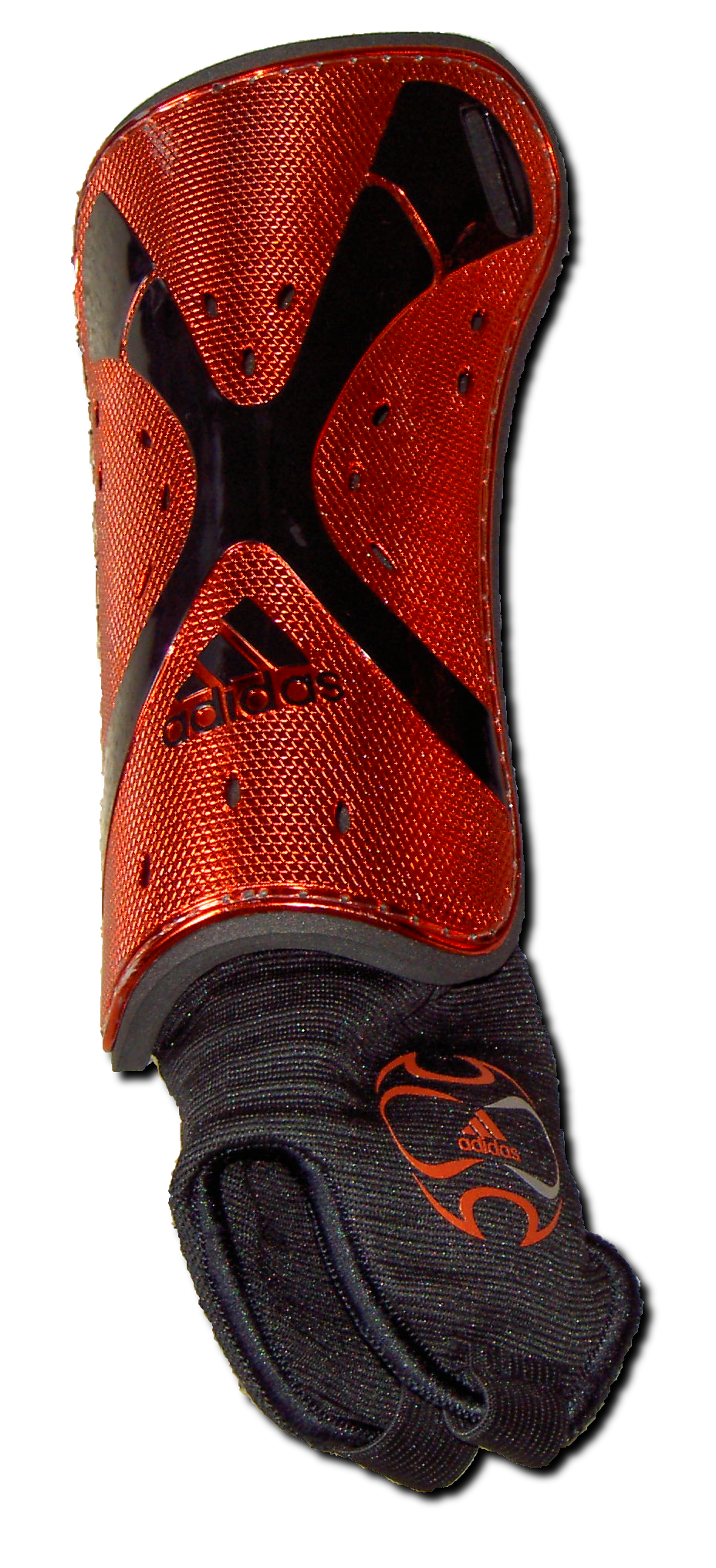
Футбольный щиток

Футбольные щитки являются неотъемлемым атрибутом футбольной формы. Они предназначены, прежде всего, для защиты ног от физических повреждений.

## История футбольного щитка
Полагают, что первым футболистом, использовавшим щитки, стал игрок английского футбольного клуба «Ноттингем Форест» Сэм Уэллер Уиддоусон. В 1874 году он прикрепил поверх шерстяных гетр укороченную пару щитков для крикета. Поначалу такое нововведение не было воспринято игроками, но позже начало использоваться другими футболистами.
Первые щитки для футбола усложняли свободу передвижения футболистов на поле и были несовместимы с возрастающим темпом игры. Поэтому вскоре футбольные щитки стали носить короче, а защита сводилась к наиболее подверженной травмам передней части ноги.

## Предназначение
Большеберцовая кость в значительной степени является незащищенной вдоль передней медиальной поверхности, поскольку она располагается непосредственно под кожей, и ей не хватает амортизации, которую имеют другие кости, окруженные мышцами. Поэтому большеберцовая кость более подвержена травмам в результате нанесенных по ней ударов, вплоть до переломов. Такие травмы очень болезненны, потому что надкостница имеет много болевых рецепторов.
Футбольные щитки, в первую очередь, распределяют нагрузки по всей поверхности, что позволяет минимизировать силу ударов. Щитки не способны поглотить значительное количество энергии и предотвратить перелом кости, если наносятся удары большой силы.

## Материалы
Материалы современных футбольных щитков обладают энергопоглощающей способностью и предохраняют ногу футболиста от травм. Щитки изготавливаются из следующих синтетических материалов:
- Стекловолокно — жёсткий, прочный и лёгкий материал
- Микропористая резина — лёгкий, но не настолько прочный материал, как стекловолокно
- Полиуретан — тяжёлый и прочный материал, который обеспечивает наилучшую защиту от возможных травм
- Пластик — лёгкий материал с небольшой степенью защиты.

## Виды футбольных щитков
Исходя из степени защиты, футбольные щитки делятся на два вида: с защитой лодыжки и ахиллова сухожилия и без неё. Первый тип щитка обеспечивает более надежную степень защиты лодыжки. Второй вид легче, удобнее, дешевле, но он менее предохраняет игрока от возможных увечий. Также щитки делятся на сплошные и со вставками (облегчённые). Облегчённые щитки в основном используются молодыми спортсменами.
Футбольные щитки защищают от целого ряда серьёзных травм ног. В современном профессиональном футболе их использование является обязательным. Более подробно необходимая степень защиты (тип, материал) не регламентируется, но выпускаемые модели щитков должны соответствовать стандартам качества.